# Indústria automotriu
La indústria automotriu o automobilística, en anglès automotive industry, és un ampli rang d'empreses i organitzacions implicades en l'organització, disseny, fabricació, màrqueting, i venda de vehicles amb motor.
És un dels sectors més importants del món en termes econòmics. La indústria automotriu no inclou les indústries dedicades al manteniment dels automòbils com són els tallers de reparació i les estacions de combustible.
La indústria, estrictament, de l'automòbil en forma part.
En anglès: el terme automotive deriva del grec autos (auto), i del llatí motivus (de moviment). En català motriu és el femení de motor.

## Història

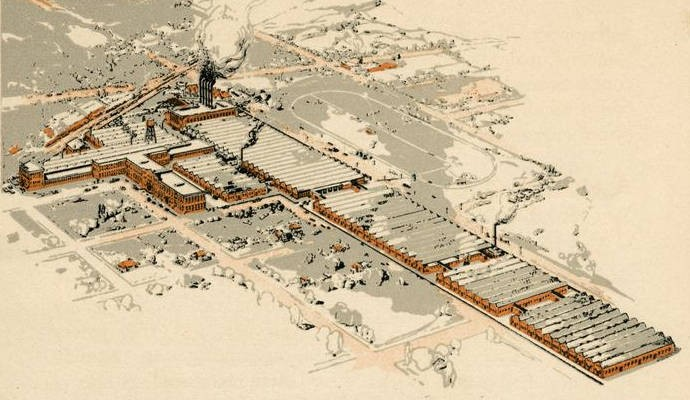
Factoria d'automòbils de Thomas B. Jeffery a Kenosha, Wisconsin, c.1916

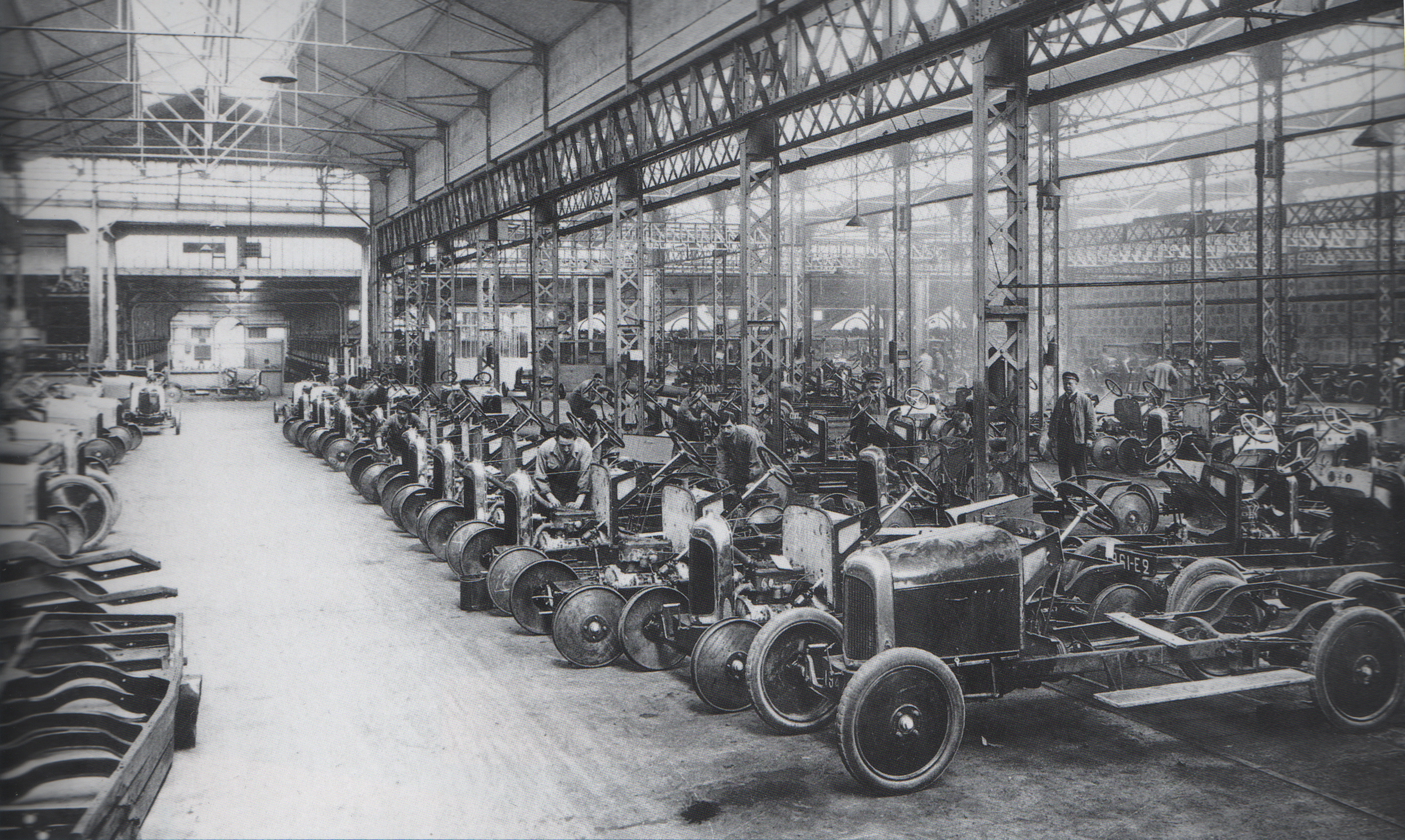
Línia de muntatge de Citroën (1918)

La indústria automotriu s'inicià a la dècada de 1890 amb centenars de fàbriques. Durant moltes dècades els Estats Units van liderar la prducció mundial d'automòbils. L'any 1929 abans de la Gran Depressió, al món hi havia 32.028.500 automòbils en ús, i els Estats Units en produïen un 90% d'ells. En aquella àpoca hi havia als Estats Units un cotxe per 4,87 persones. Després de la Segona Guerra Mundial, els Estats Units produïen un 75% dels automòbils mundials. L'any 1980, els Estats Units van ser superats per la producció automobilística japonesa. A partir de 2009 la Xina va ocupar el primer lloc mundial, els Estats Units van ser els segons i el Japó el tercer.

## Seguretat
La seguretat implica la protecció enfront de qualsevol risc, perill, dany o causa de ferides. En la indústria automobilística la seguretat resulta particularment important i, per tant, està molt regulada. L'estàndard ISO 26262, és considerat com un dels marcs més pràctics per aconseguir la seguretat funcional en els automòbils.
En cas de problemes, recursos, producte defectuós o un procediment erroni durant l'elaboració de l'automòbil, el fabricant pot detenir la producció demanar l'aturada total d'alguna unitat o una sèrie de producció. Aquest procediment és anomenat retirada de productes.
Es realitzen proves de producte, operació i inspecció en diferents moments de la cadena de valor, això per poder evitar les retirades del producte al mercat, assegurant la seguretat de l'usuari i complint amb les normes de la indústria automotriu. No obstant això, la indústria automotriu segueix estant en constant preocupació a causa de l'estat de retirada de productes, per les conseqüències financeres que això comporta.

## Economia
A tot el món, l'any 2007, hi havia uns 806 milions de cotxes i de camions lleugers, que consumien 980 mil milions litres (980,000,000 m3) de gasolina i fueloil cada any. L'automòbil és un mitjà de transport principal en moltes economies desenvolupades. Boston Consulting Group va predir que l'any 2014, una tercera part de la demanda mundial estaria als quatre mercats BRIC (Brasil, Rússia, Índia i la Xina). Mentrestant, als països no desenvolupats, la indústria automotriu no s'ha establert com s'havia planejat. D'altra banda, s'espera que aquesta tendència continuï, especialment en les generacions més joves (en països altament urbanitzats), les noves generacions ja no volen ser amos d'un automòbil; preferint tipus de transport alternatius. D'altra banda, altres mercats automobilístics potencials són Iran i Indonèsia.
Als nous mercats d'automòbils, es compren vehicles que compten amb un estat establert dins del mercat, per assegurar la seva venda. D'acord a un estudi per part de J.D. Power, els mercats emergents van representar el 51% de les vendes globals de vehicles en 2010; l'estudi espera que aquesta tendència s'acceleri. No obstant això, els informes més recents, van confirmar el contrari; a saber, que la indústria de l'automòbil s'estava reduint, fins i tot als països BRIC. Als Estats Units, les vendes de vehicles van aconseguir el seu punt màxim en 2000, amb 17,8 milions d'unitats venudes.
La pandèmia de COVID-19 des de finals de l'any 2019 ha generat un canvi molt important en els nivells de producció i comercialització d'automòbils a nivell mundial. Segons un informe de KPMG el 80% de les companyies automotrius i relacionades seran impactades directament en els seus ingressos durant l'any 2020 pel Coronavirus.

## Electrificació
La indústria automotriu ha anat evolucionant amb el temps i adaptant-se a les circumstàncies i necessitats de la societat. Al segle XXI, davant el progressiu escalfament global i la necessitat de reduir les emissions de CO2, és necessari evolucionar cap a l'automòbil elèctric o de baixes emissions i a models de producció "CO2 Neutral". Intentant complir els compromisos internacionals de les convencions del clima, la Comissió Europea va posar multes multimilionàries als fabricants a finals de 2020. Els fabricants que sobrepassin les emissions de 95g/km de CO2 hauran de pagar 95 euros per gram de més i unitat venuda. A mitjan de 2019 només Tesla i Smart amb 89,8 g/km aconseguien el repte, els altres fabricants superen el límit. Per això hauran de fer un gran esforç per evitar multes multimilionàries.

## Producció mundial de vehicles amb motor[16]
1960s; Increment de la postguerra
1970s; Crisi de petroli de 1973.
1990s; la producció sinicia als nous països industrialitzats (NICs)
2000s; aparició de la Xina com a productor principal
1950s; UK, Alemanya i França la resta de la producció.
1960; el Japó inicià la seva producció.
EUA, Japó, Alemanya, França i UK produïen un 80% del vehicles amb motor a la dàcada de 1980.
1990; Corea esdevé un gran productor. El 2004, Corea va esdevenir el No. 5 ultrapassant França.
2000; Xina incrementa la seva producció i el 2009 esdevé el primer productor mundial.

### Per fabricant
Rang de fabricants per producció el 2013
| Rang | Grup                      | País                  | Total      | Cotxes    | LCV       | HCV     | Autobusos pesants |
| ---- | ------------------------- | --------------------- | ---------- | --------- | --------- | ------- | ----------------- |
| 1    | Toyota                    | Japó                  | 10,324,995 | 8,565,176 | 1,481,722 | 272,411 | 5,686             |
| 2    | General Motors            | Estats Units          | 9,628,912  | 6,733,192 | 2,890,958 | 4,762   |                   |
| 3    | Volkswagen                | Alemanya              | 9,379,229  | 9,259,506 | 119,723   |         |                   |
| 4    | Hyundai                   | Corea del Sud         | 7,233,080  | 6,909,194 | 242,021   | 67,290  | 14,575            |
| 5    | Ford                      | Estats Units          | 6,077,126  | 3,317,048 | 2,667,220 | 92,858  |                   |
| 6    | Nissan                    | Japó                  | 4,950,924  | 4,090,677 | 837,331   | 22,916  |                   |
| 7    | Fiat Chrysler Automobiles | Itàlia / Estats Units | 4,681,704  | 2,163,040 | 2,350,697 | 124,131 | 43,836            |
| 8    | Honda                     | Japó                  | 4,298,390  | 4,263,239 | 35,151    |         |                   |
| 9    | Suzuki                    | Japó                  | 2,842,133  | 2,452,573 | 389,560   |         |                   |
| 10   | PSA Peugeot Citroën       | França                | 2,833,781  | 2,445,889 | 387,892   |         |                   |
| 11   | Renault                   | França                | 2,704,675  | 2,347,913 | 356,762   |         |                   |
| 12   | BMW                       | Alemanya              | 2,006,366  | 2,006,366 |           |         |                   |
| 13   | SAIC                      | R.P. de la Xina       | 1,992,250  | 1,685,392 | 231,374   | 74,431  | 1,053             |
| 14   | Daimler                   | Alemanya              | 1,781,507  | 1,631,502 | 150,005   |         |                   |
| 15   | Mazda                     | Japó                  | 1,264,173  | 1,175,443 | 88,730    |         |                   |
| 16   | Dongfeng                  | R.P. de la Xina       | 1,238,948  | 642,092   | 226,319   | 357,414 | 13,123            |
| 17   | Mitsubishi                | Japó                  | 1,229,441  | 1,090,571 | 135,306   | 3,564   |                   |
| 18   | Changan                   | R.P. de la Xina       | 1,109,889  | 873,794   | 166,056   | 70,039  |                   |
| 19   | Tata                      | Índia                 | 1,062,654  | 650,708   | 279,511   | 117,425 | 15,010            |
| 20   | Geely                     | R.P. de la Xina       | 969,896    | 969,896   |           |         |                   |
| 21   | BAIC                      | R.P. de la Xina       | 918,879    | 243,437   | 285,947   | 384,425 | 5,070             |
| 22   | Fuji                      | Japó                  | 808,919    | 808,919   |           |         |                   |
| 23   | Brilliance                | R.P. de la Xina       | 782,904    | 479,335   | 264,210   | 39,359  |                   |
| 24   | FAW                       | R.P. de la Xina       | 717,883    | 448,290   | 61,822    | 203,895 | 3,876             |
| 25   | Mahindra & Mahindra       | Índia                 | 584,534    | 407,563   | 173,398   | 2,2337  | 1,236             |
| 26   | Great Wall                | R.P. de la Xina       | 557,564    | 430,423   | 127,141   |         |                   |
| 27   | Isuzu                     | Japó                  | 532,966    |           | 36,094    | 494,907 | 1,965             |
| 28   | JAC                       | R.P. de la Xina       | 517,577    | 206,132   | 120,588   | 174,571 | 16,286            |
| 29   | BYD                       | R.P. de la Xina       | 510,950    | 510,950   |           |         |                   |
| 30   | AvtoVAZ                   | Rússia                | 507,242    | 495,013   | 12,229    |         |                   |

OICA defineix aquestes entrades d'aquesta manera:
- Passenger cars són vehicles amb motot per a transportar passatgers amb com a mínim quatre rodes amb no més de vuit seients.
- Light commercial vehicles (LCV) són vehicles de motor amb com a mínim quatre rodes, usats per transportar productes.
- Heavy trucks (HCV) (camions pesants) .
- Buses and coaches usats per transportar passatgers, tenen més de vuit seients a més del del conductor.